# C1/C2

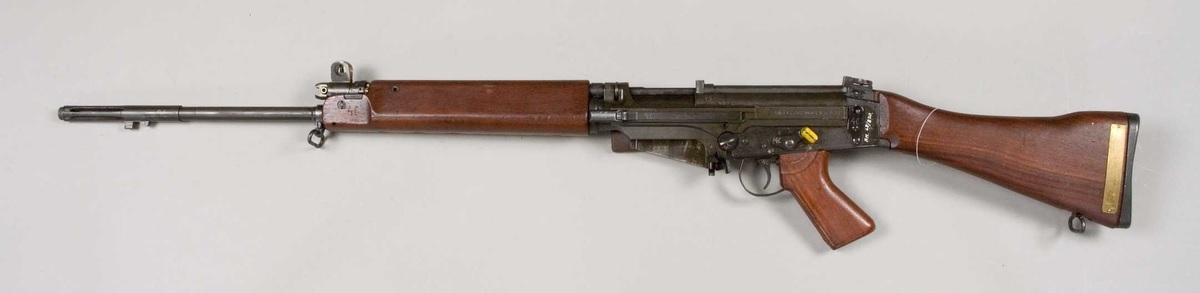
Un Fusil C1A1 (sans son chargeur) fabriqué en 1961.

 Les Forces armées canadiennes ont choisi un FN FAL grandement modifié, en  1955 issus des CDN EX1 et CDN EX2. Le FAL canadien, proche du L1A1, est appelé C1 ; il y a aussi une variante mitrailleuse légère (C2) avec bipied et chargeur de 30 cartouches.  Plus  tard apparurent les C1A1 et C2A1 améliorés par l'usage sur le terrain

## Description
La C1, comparée au FAL original, est seulement capable de tir semi-automatique ; il est cependant facile de la modifier pour qu'elle puisse tirer en rafales automatiques. La Marine royale canadienne a opté pour une telle  version : le C1A1D. Depuis les années 1990, les C1 et les C2 ont toutes été remplacées par les C7 (variante canadienne de la M-16 A2) et les C9 (FN Minimi 5,56) toutes deux de calibre 5,56 × 45 mm OTAN.

## Sources
Cette notice est issue de la lecture des revues spécialisées de langue française suivantes :
- Cibles (Fr)
- AMI (B, disparue en 1988)
- Gazette des Armes (Fr)
- Action Guns  (Fr)
- Raids (Fr)
- Assaut (Fr)